# Cnemidophorus lemniscatus
Cnemidophorus lemniscatus es una especie de lagarto que pertenece a la  familia Teiidae. Es nativo de Guatemala, Belice, Honduras (incluyendo las islas del Cisne), Nicaragua, Panamá, Colombia (incluyendo la isla de Providencia), Venezuela (incluyendo las islas de Cubagua, Margarita, Coche y las islas de Los Roques), Aruba, Trinidad y Tobago, Guyana, Guayana Francesa, Suriname y el norte de Brasil. Su presencia en El Salvador y Costa Rica es incierta. Ha sido introducida en Florida, Estados Unidos. Su rango altitudinal oscila entre 100 y 400 m s. n. m..

## Taxonomía
Se reconocen las siguientes subespecies:
- Cnemidophorus lemniscatus lemniscatus (Linneo, 1758)
- Cnemidophorus lemniscatus splendidus Markezich, Cole & Dessauer, 1997